# Pete Ham

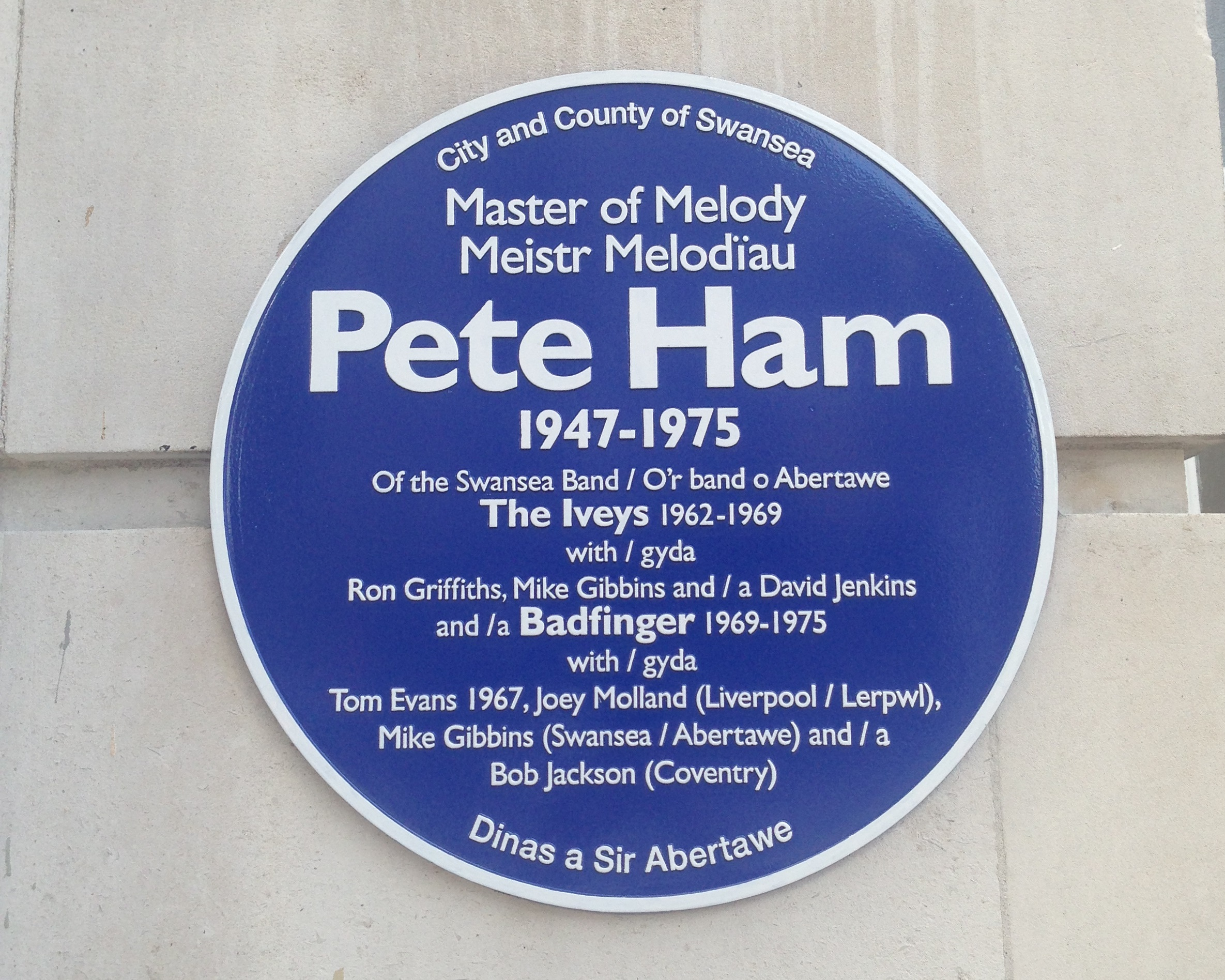
Minnesplakett i Pete Hams hemstad Swansea, Wales.

Peter William "Pete" Ham, född 27 april 1947 i Swansea, Wales, död 24 april 1975 i Weybridge, Surrey, var en brittisk (walesisk) sångare, gitarrist och låtskrivare. Han var medlem i den brittiska powerpopgruppen Badfinger åren 1968–1975 och skrev de flesta av deras kända låtar som "No Matter What" och "Baby Blue", samt många albumspår. Som kompositör är han dock mest känd för att ha samskrivit låten "Without You" tillsammans med Tom Evans. Ham var Badfingers huvudsaklige sångare och gitarrist.
Plågad av de ekonomiska problem och den röra som allt mer omgav gruppen Badfinger begick han självmord i april 1975.